# Kopalnia Węgla Kamiennego Karol

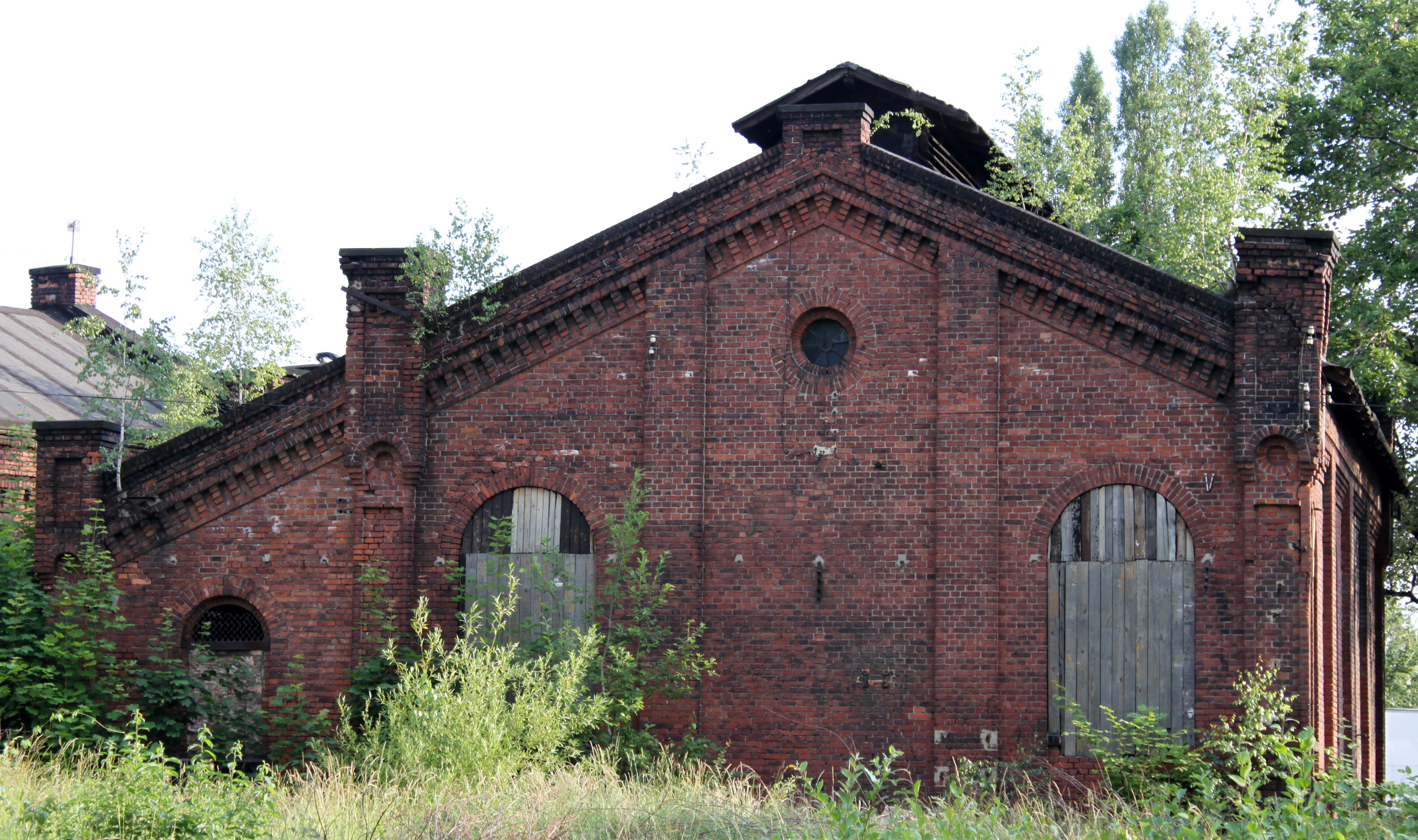
Das Maschinenhaus von Schacht Jurand II, 2011

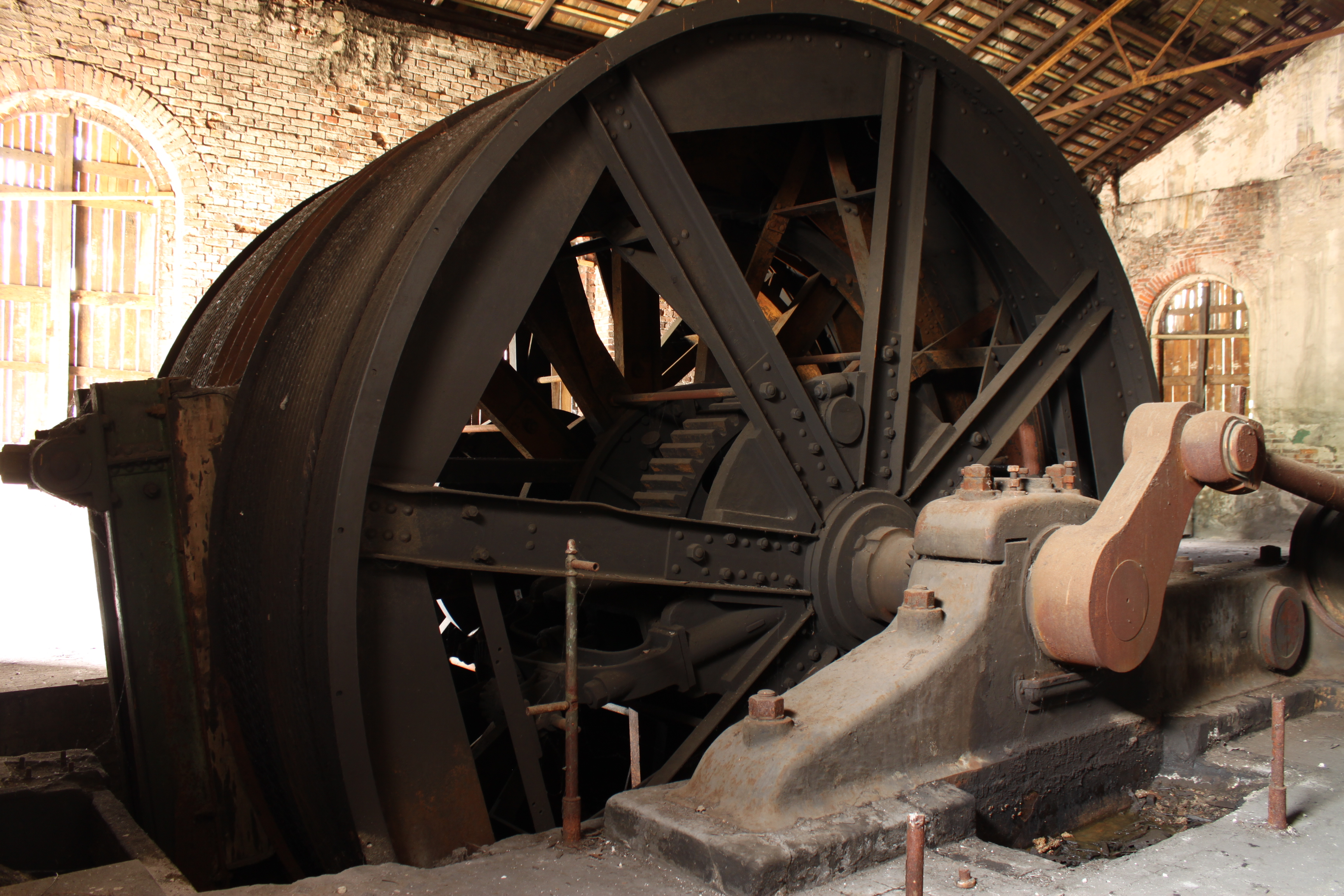
Die Fördermaschine von Schacht Jurand II, 2011

Das Steinkohlenbergwerk Karol (poln. Kopalnia Węgla Kamiennego Karol; deutsche Bezeichnungen Gotthardgrube) ist ein stillgelegtes Steinkohlenbergwerk im Ortsteil Orzegów von Ruda Śląska, Polen.

## Geschichte
Das zunächst eigenständige Bergwerk Gotthard in Ruda-Orzegów wurde in den Jahren 1873–1877 gegründet, um die zwischen den Gruben Paulus und Hohenzollern liegende Steinkohlenvorräte des Schaffgotsch-Konzerns zu erschließen. Anfänglich eigenständig arbeitend, wurde es 1882 Teil des Bergwerks consolidierte Paulus-Hohenzollern-Grube.
Im Jahr 1900 wurde westlich der Schachtanlage eine Kokerei eingerichtet, die die Fettkohlen des Pochhammerflözes verarbeitete.
1912 verfügte Gotthard über vier Schächte: „Kynast“ (300 m tief) diente der Seilfahrt sowie der Förderung von den Sohlen in 140 m, 200 m und 270 m Tiefe und der 200 m entfernte Schacht „Gotthard“ für Seilfahrt, Bewetterung und Wasserhaltung. Zu diesem Zeitpunkt besaß das Bergwerk noch einen Wetter- und einen Wasserhaltungsschacht.
1922 lag die Schachtanlage auf der polnischen Seite Oberschlesiens und wurde durch die neu geschaffene Godula S.A. mit Sitz in Ruda-Chebzie verwaltet.
Die Förderung endete am 1. Januar 1970, als die Schachtanlage mit Szombierki zusammengeschlossen wurde.

## Förderzahlen
1938: 806.226 t; 1965: 651.349 t